# Onthophagus mamillatus
Onthophagus mamillatus là một loài bọ cánh cứng trong họ Bọ hung (Scarabaeidae).